# جون أوين (لاعب كريكت)
جون أوين (7 أغسطس 1971 - ) (بالإنجليزية: John Owen)‏ هو لاعب كريكت بريطاني.